# 阿部光子
阿部光子（あべ みつこ、1912年12月25日 - 2008年2月26日）は、作家、キリスト教伝道者。本名、山室光（みつ）。
東京生まれ。父は徳富蘇峰と国民新聞を創設した阿部充家。左翼運動に参加したと見られ留置されて日本女子大学校中退。自殺した岩倉靖子も同期だった。1944年救世軍の指導者山室軍平の長男・山室武甫と結婚。佐佐木信綱、印東昌綱に師事して和歌・国文学を学び、救世軍士官（牧師）としてキリスト教伝道に従事しながら小説を書いた。1962年ころ、50歳近くなって日本聖書神学校に入る（1969年に卒業）。その後日本基督教団和泉多摩川教会の牧師となった（1968年より2003年まで牧会）。
1941年「猫柳」で第13回芥川賞候補。1964年「遅い目覚めながらも」「神学校一年生」で田村俊子賞を、1968年『遅い目覚めながらも』で女流文学賞を受賞。
1994年これらの功績が認められ、日本キリスト教文化協会よりキリスト教功労者の表彰を受ける。

## 著書
- 『猫柳』文林堂双魚房 1943年
- 『山室軍平  民衆の友』偕成社 1952年 (偉人物語文庫)
- 『ルツ物語』新教出版社 1956年 (聖書少年文庫)
- 『かがやいた星』聖文舎 1959年
- 『遅い目覚めながらも』新潮社 1969年
- 『旅路の終りではなく』新潮社 1970年
- 『泉のほとりにて』三笠書房 1970年
- 『聖書のある人生』日本聖書神学校出版部 1970年
- 『花は来年も咲くけれども』新潮社 (新潮少年文庫)1972年
- 『未知の世界へ わたしの出会った人びと』ヨルダン社 1973年
- 『悪霊の左大臣』新潮社 1976年
- 『心をひそめて想うとき わたしの人生論』ヨルダン社 1979年
- 『よりよく生きるために』弥生書房 1980年
- 『老いたるシンデレラ』新潮社 1981年
- 『日々の読書 聖書とともに』弥生書房 1981年
- 『『或る女』の生涯』新潮社 1982年　-佐々城信子の伝
- 『いのちの樹』弥生書房 1982年
- 『心のおしゃれ』教文館 1984年
- 『さわやかな人生を』ヨルダン社 1985年
- 『生きがいって、何?』ヨルダン社 1986年 (信仰案内シリーズ)
- 『雲のはしごを望みつつ』教文館 1986年
- 『試みの中にある友へ』いのちのことば社 1986年
- 『阿部光子の更級日記・堤中納言物語』集英社 1986年 のち文庫
- 『献花』新潮社 1987年
- 『社会のただなかでミサを生きる』ネメシュ・エドモンド共著 新世社 1988年
- 『生活から祈る. 社会のただなかでする霊操』第1－2巻 ネメシュ・エドモンド共著 新世社 1989年－90
- 『共に生きるよろこび』水書坊 1991年
- 『その微笑の中に』新潮社 1992年
- 『阿部光子の「私のすすめる本」』ミリオン書房 1992年
- 『忘れえぬ人』弥生書房 1992年
- 『続・心のおしゃれ』教文館 1992年

## 参考
- 『日本近代文学大辞典』講談社、1984